# Зигфрид II (Лебенау)
Зигфрид II (III) фон Лебенау (на немски: Siegfried II (III) von Lebenau: † 16 декември ок. 1163) от род Спанхайми, е граф на Лебенау (1132 – 1163) и на Хоенбург (до 1163), фогт на манастирите "Св. Емерам' и „Зееон“ и на катедралния капител Залцбург.

## Биография
Той е син на граф Зигфрид I фон Лебенау († 1132) и втората му съпруга графиня Аделхайд фон Дисен († ок. 1145), дъщеря на граф Арнулф/Арнолд фон Дисен († сл. 1091/1098) и Гизела фон Швайнфурт († 1100).
Зигфрид последва баща си през 1132 г. като граф и фогт на манастирите „Св. Емерам и Зееон“. През 1150 г. става фогт и на катедралния капител Залцбург. Около 1140 г. той е в свитата на баварския херцог Леополд фон Бабенберг.

## Деца
Зигфрид II се жени за Матилда фон Фалай († 1195) от фамилията Вителсбахи, дъщеря на граф Конрад I фон Фалай († ok. 1162) и Агнес фон Грайфенщайн († 17 октомври). Двамата имат децата:
- Зигфрид III († 12 март 1191 в Тракия), граф на Лебенау, ∞ Кунигунда
- Ото I († 8 март 1205), граф на Лебенау, ∞ I. Еуфемия фон Дорнберг, ∞ II. София фон Плайн († сл. 2 октомври 1210)